# NASSCOM

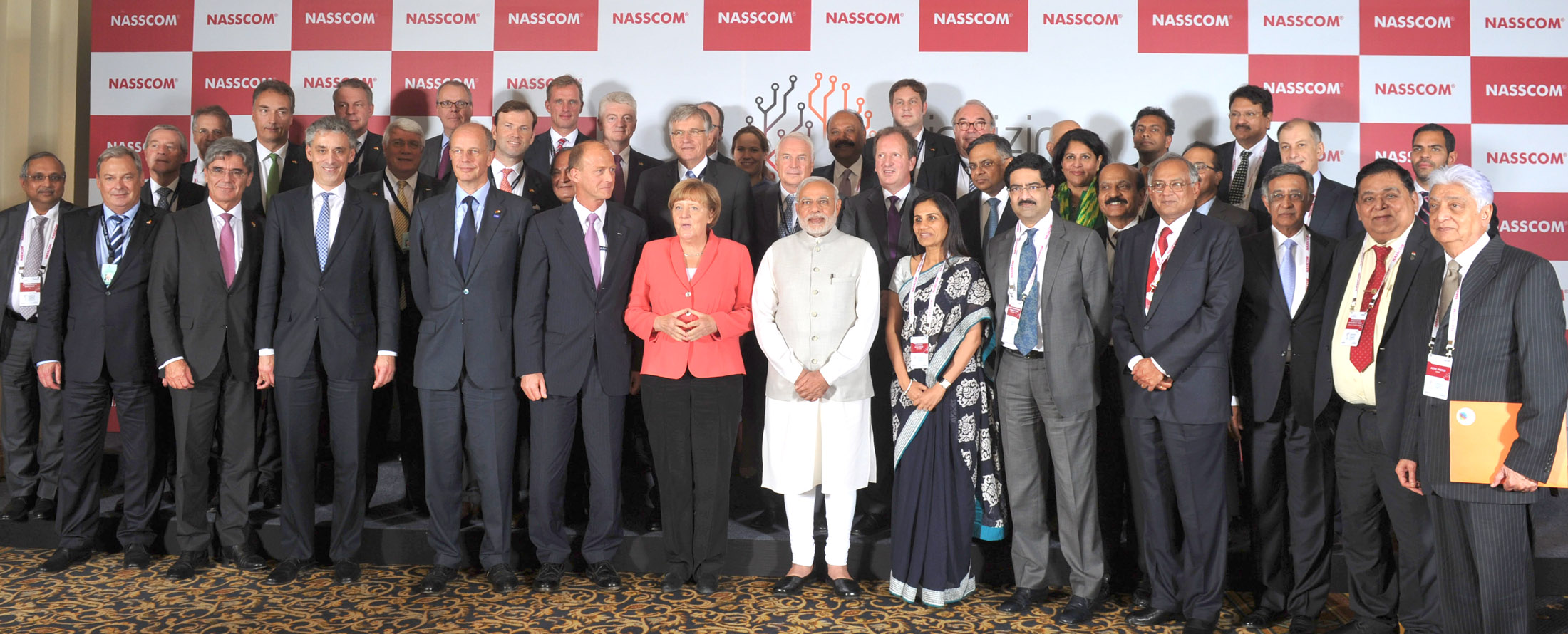
Premier Narendra Modi i kanclerz Niemiec Angela Merkel na forum biznesowym organizowanym przez NASSCOM i Instytut Fraunhofera w Bangalore.

NASSCOM (ang. National Association of Software and Services Companies) – indyjskie stowarzyszenie branżowe technologii informatycznych i oprogramowania komputerowego.
Powstało w 1988 roku z siedzibą w New Delhi. Działa na zasadach non-profit a finansowana jest przez przemysł IT. Zrzesza 1500 członków, którymi głównie są firmy stanowiące 95% przychodów branży informatycznej. Do największych należą: Tata Consultancy Services, Infosys, Wipro, Spectramind, EXL Service, OneSource, WNS.
NASSCOM utrzymuje stosunki z kilkoma ministerstwami głównego rządu a także z różnymi rządami państwowymi na zasadzie doradztwa i konsultacji. Dzięki tym kanałom zachęca to do przyjęcia korzystnej polityki dla wzrostu indyjskiego przemysłu IT. Dąży do tego aby państwo indyjskie stało się globalnym centrum outsourcingu dla rozwoju oprogramowania oraz wsparcia call center IT.
Stowarzyszenie promuje tworzenie parków technologicznych dla badań naukowych dotyczących sfer biznesu, bliższych relacji pomiędzy instytucjami edukacyjnymi i sektorem prywatnym. Podczas konferencji uczestnicy są zachęcani do praktykowania zasad sprawiedliwego handlu i przestrzegania praw własności intelektualnej. NASSCOM doradza także członkom pod kątem nowych możliwości, norm i praktyk globalnego biznesu.